# Distretto di Ėrdėnė-hajrhan
Il distretto di Ėrdėnė-hajrhan è uno dei ventiquattro distretti (sum) in cui è suddivisa la provincia del Zavhan, in Mongolia. Conta una popolazione di 1.771 abitanti (censimento 2005). 